# Lookmhee Punyapat
Lookmhee Punyapat Wangpongsathaporn (em tailandês: ลูกหมี ปัญญาพัชร วังพงศ์สถาพร) (Bangkok, Tailândia, 18 de fevereiro de 1999), mais conhecida como Lookmhee, é uma atriz e modelo tailandesa. Tornou-se conhecida após interpretar a personagem principal "Wanviva" da série do gênero tailandês Girls' Love, Affair.

## Biografia
Lookmhee nasceu em 18 de fevereiro de 1999 em Bangkok, capital da Tailândia. A atriz é a terceira de quatro irmãos. Formou-se em Administração de empresas com especialização em artes culinárias e gestão de cozinha pela Dusit Thani College.

## Carreira
Em maio de 2022, a atriz fez participação no videoclipe do grupo tailandês Polycat. Em agosto, novamente faz uma aparição em um videoclipe, dessa vez do cantor tailandês Champ Thanat.
Em janeiro de 2023, a atriz começou sua carreira em séries de televisão, interpretando uma personagem secundária chamada “Patty” no drama tailandês Club Friday The Series 14: 3 of us. Em agosto do mesmo ano, deu vida a “Punpun” no prequel Club Friday Season 15: Moments and Memories (Deepest Love). Atuou também como convidada no filme Red Life.
No início de 2024, foi anunciada como parte do elenco fixo de atores do canal Change2561. Meses depois, foi escalada para interpretar seu primeiro papel principal como “Wanviva” na série do gênero Girls’ Love, Affair. Com o papel de “Wanviva” ganhou notoriedade internacional ao lado de sua parceira de cena, Sonya Saranphat, com quem tem o shipper apelidado de “LMSY”.

## Filmografia

### Filme
| Ano  | Título   | Papel | Notas     |
| ---- | -------- | ----- | --------- |
| 2023 | Red Life |       | Convidada |

### Televisão
| Ano  | Título                                          | Papel   | Notas                 |
| ---- | ----------------------------------------------- | ------- | --------------------- |
| 2023 | Club Friday The Series 14: 3 of us              | Patty   | Personagem Secundária |
| 2023 | Club Friday The Series 15: Moments and Memories | Punpun  | Personagem Secundária |
| 2024 | Affair                                          | Wanviva | Personagem Principal  |
| 2025 | Harmony Secret                                  | Aiwarin | Personagem Principal  |